# 일렉트로룩스
AB 일렉트로룩스(영어: AB Electrolux)는 스웨덴의 전자제품 제조및 판매 기업이다. 판매량 기준으로 월풀(Whirlpool)에 이어 세계 2위의 가전제품 제조업체로 꾸준히 자리매김하고 있다.
일렉트로룩스 제품은 자체 브랜드를 포함하여 다양한 브랜드 이름으로 판매되며 주로 가정 소비자용으로 제작된 주요 가전제품 및 진공청소기이다. 일렉트로룩스는 스톡홀름 증권 거래소에 주요 상장되어 있으며 OMX 스톡홀름 30 지수의 구성 요소이다.